# 행복원
《행복원》(중국어: 幸福院, 병음: Xìng fú yuàn 싱푸위안[*])은 2020년 방송되었던 중국의 드라마이다.

## 등장 인물
- 류페이치 - 위라로어 역
- 왕려운 (王丽云) - 황소연 역
- 이광복 (李光复) - 조정신 역
- 조력 (曹力) - 추이리티엔 역
- 박홍 (博弘) - 백여설 역
- 후단단 (胡丹丹) - 백연 역
- 양펑 (杨峰) - 위대락 역
- 조소천 (赵小川) - 원원 역
- 서난난 (佘南南) - 한분 역
- 왕현예 (王炫乂) - 추이카이 역